# Schweppermannsbrunnen

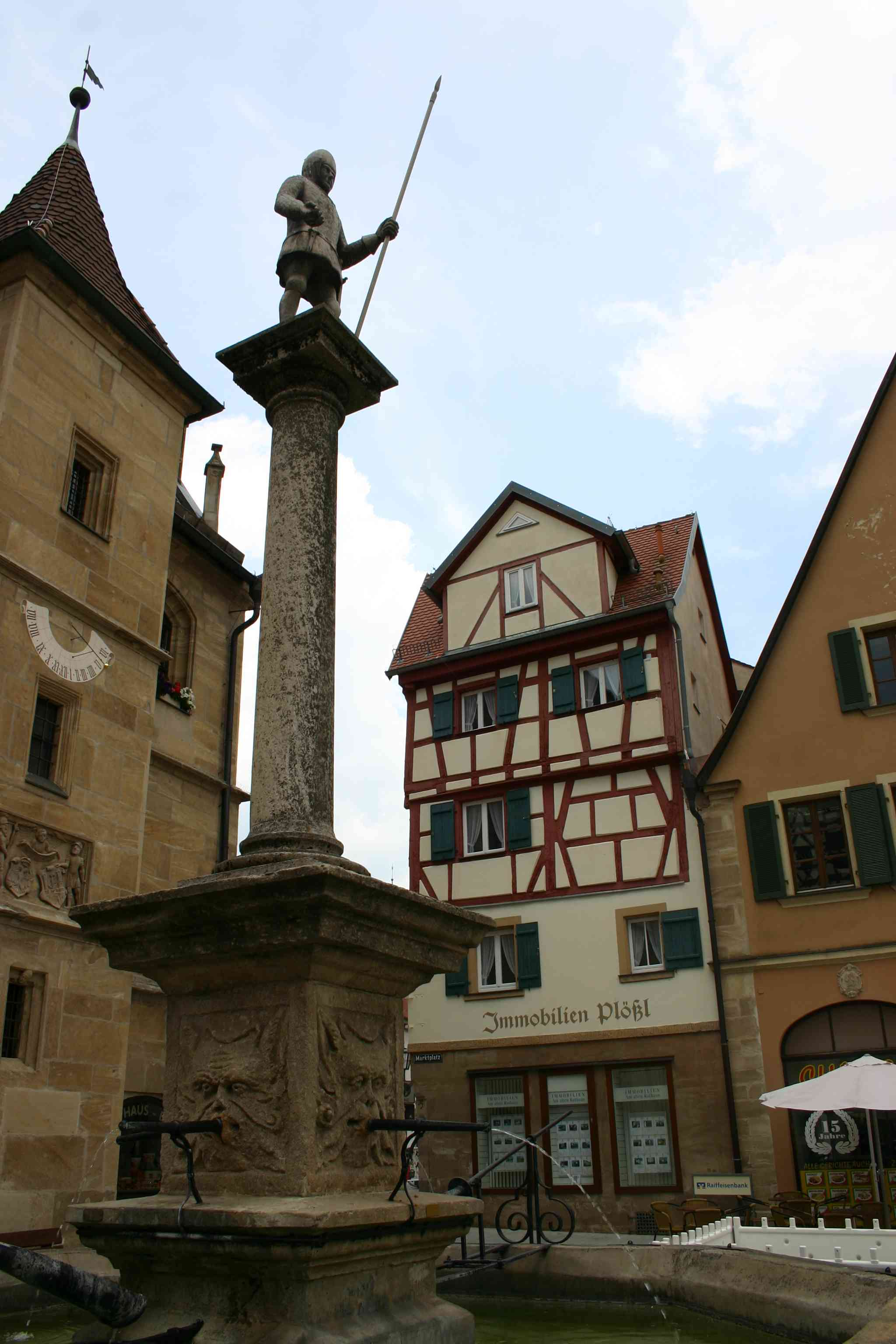
Schweppermannsbrunnen im Juni 2011; im Hintergrund steht zentral das Lebküchnerhaus, rechts im Bild abgeschnitten ist der Archivturm des Alten Rathauses zu sehen, links abgeschnitten befindet sich das Haus Marktplatz 3

Der Schweppermannsbrunnen ist eine Brunnenanlage in Weißenburg in Bayern, einer Großen Kreisstadt im mittelfränkischen Landkreis Weißenburg-Gunzenhausen. Er befindet sich am nördlichen Ende des Marktplatzes  innerhalb der denkmalgeschützten Altstadt direkt vor dem Alten Rathaus auf einer Höhe von 424 Metern über NHN. Der Marktbrunnen ist unter der Denkmalnummer D-5-77-177-272 als Baudenkmal in die Bayerische Denkmalliste eingetragen.
Der Brunnen wurde 1548 oder 1549 errichtet und wurde 1685/1686 von Hans Georg Schwickard aus Oettingen erneuert. Der Brunnen ist aus Sandstein und hat eine oktogonale Form. Der zentrale Brunnenpfeiler birgt vier Wasserrohre, die aus den Mündern von flachen Fratzenmasken springen. Der ausladende Abschlussgesims trägt eine etwa 4 Meter hohe Säule, die 1966 erneuert wurden. Auf dieser Säule steht eine 1967 erneuerte Ritterfigur. Die originale Ritterfigur mit Lanze und Schild befinden sich im Reichsstadtmuseum Weißenburg und wird als eine Art Rolandstatue gedeutet.
Bevor der Brunnen im 19. Jahrhundert als Schweppermannsbrunnen bezeichnet wurde, hieß er zunächst Schöner Brunnen. Der jetzige Name kommt von einer alten Sage, die von einem Weißenburger handelt, der bei der Schlacht bei Mühldorf dem Seyfried Schweppermann half, Friedrich den Schönen zu besiegen.

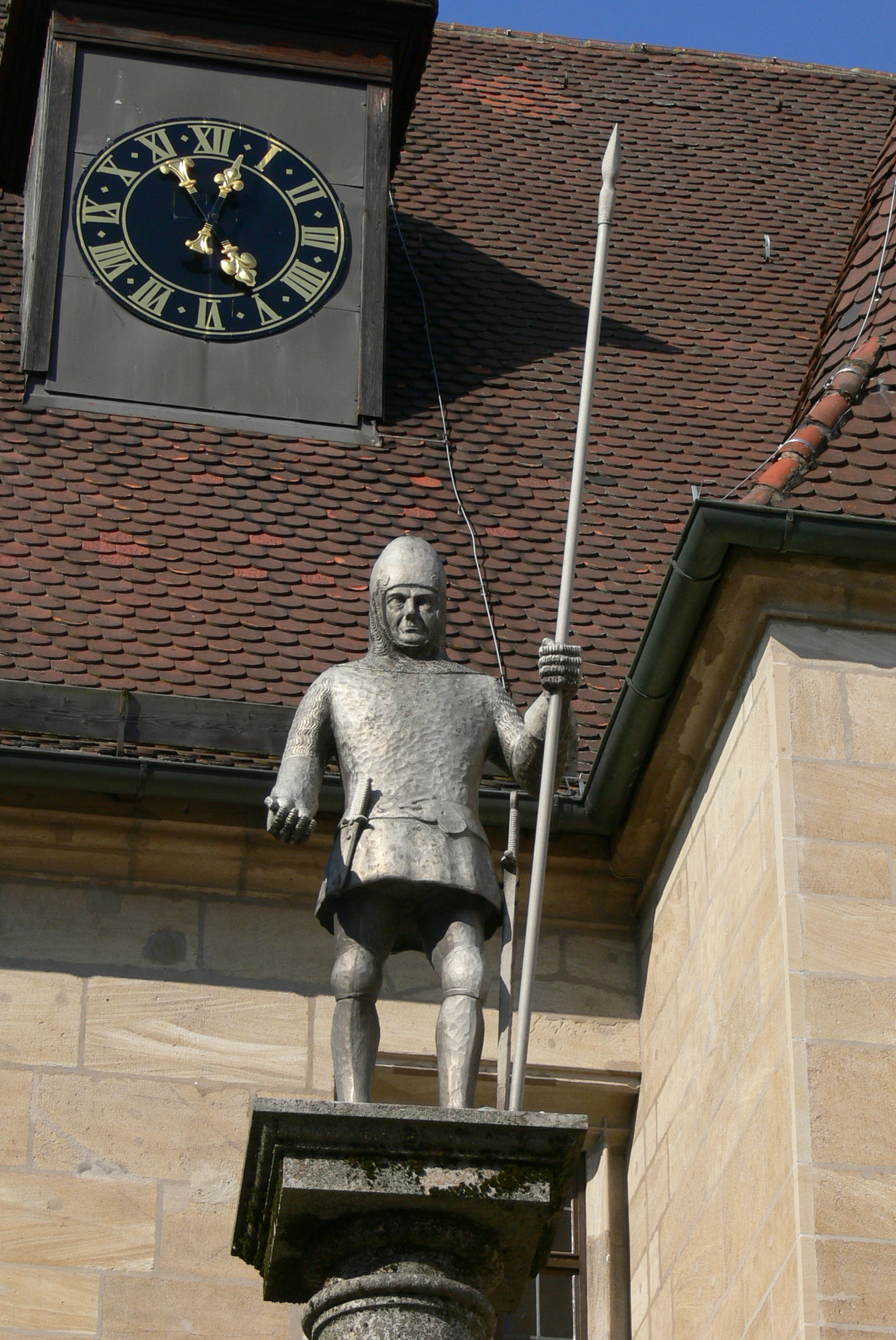
Ritterfigur
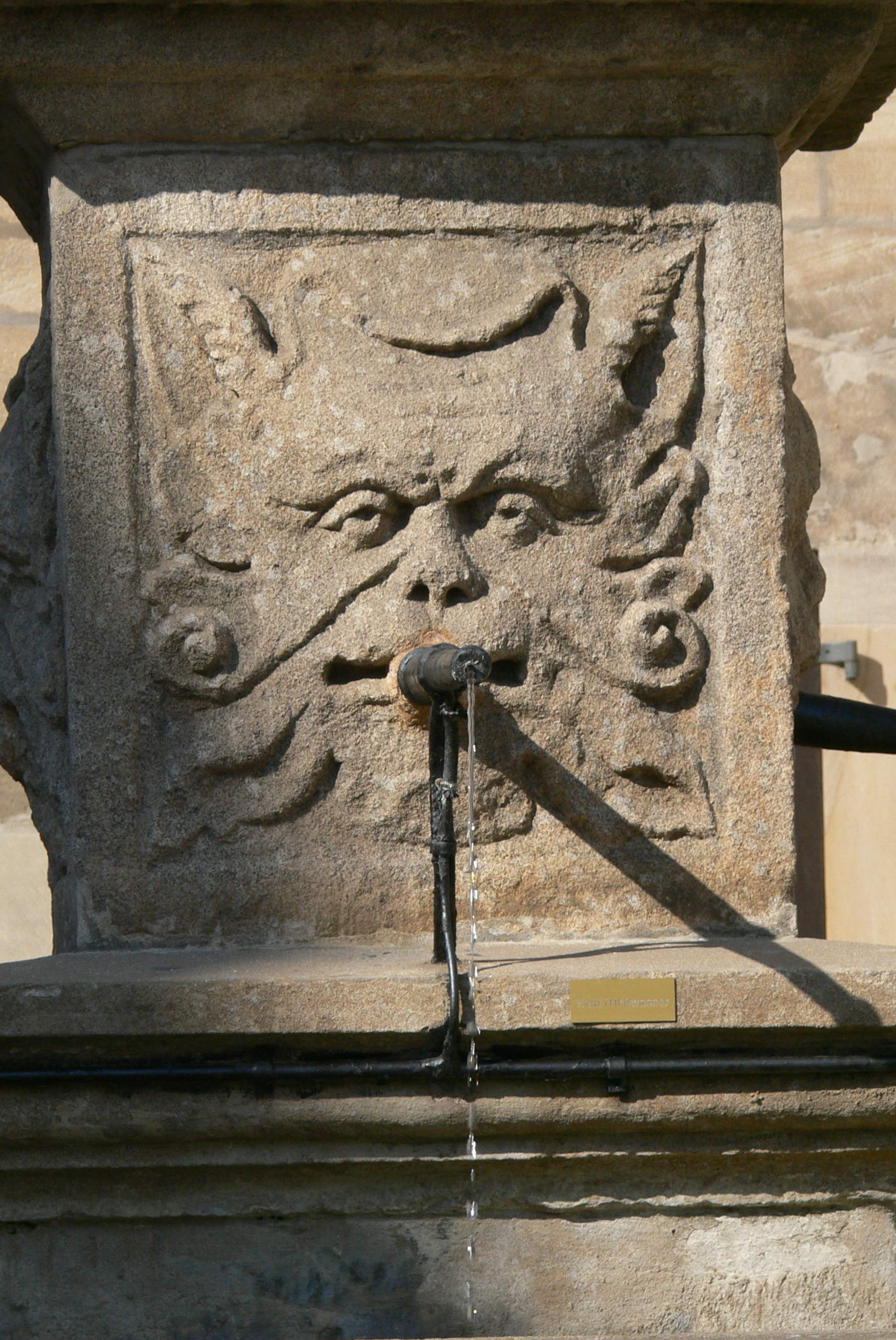
Wasserrohr, das aus einer Fratzenmaske entspringt
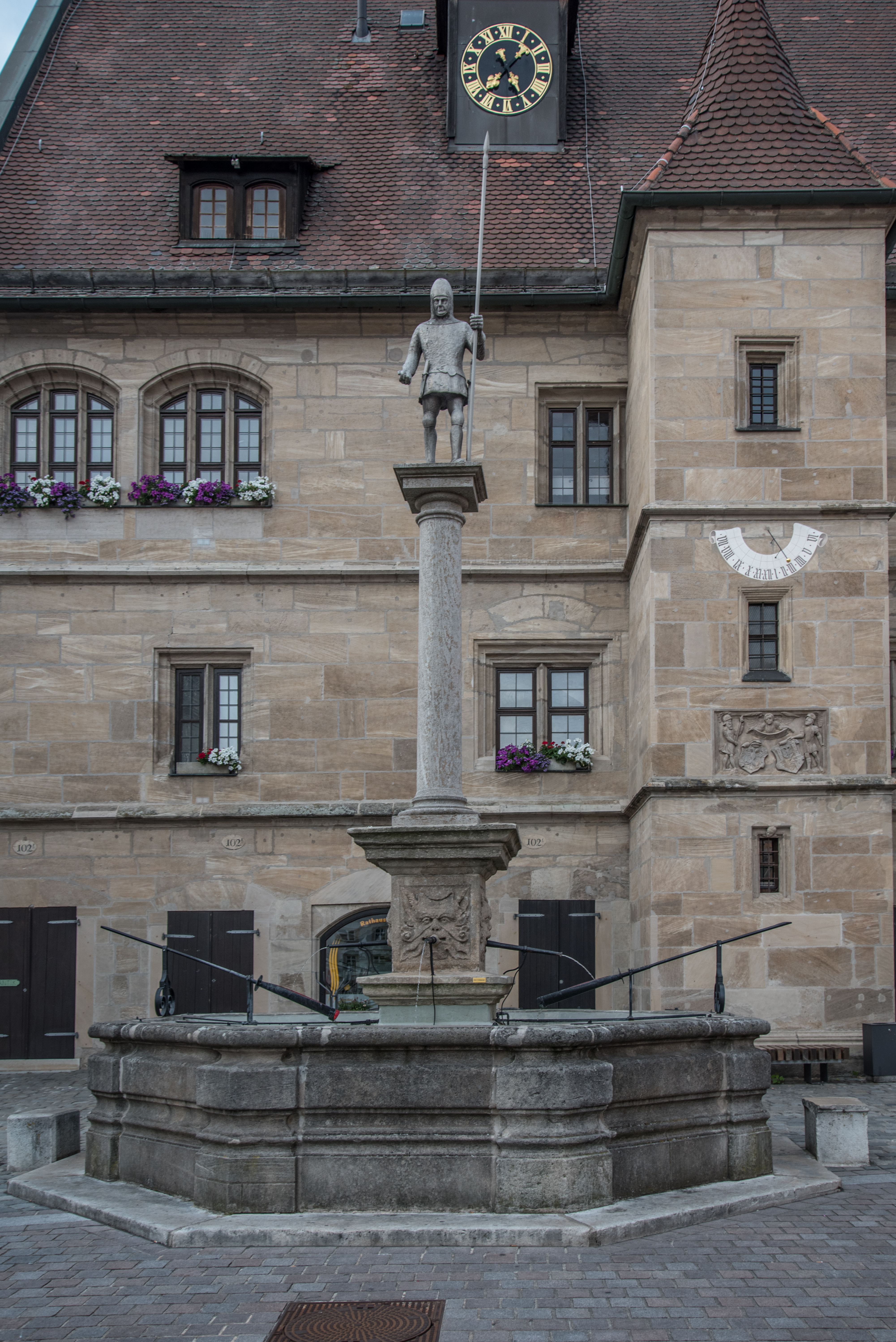
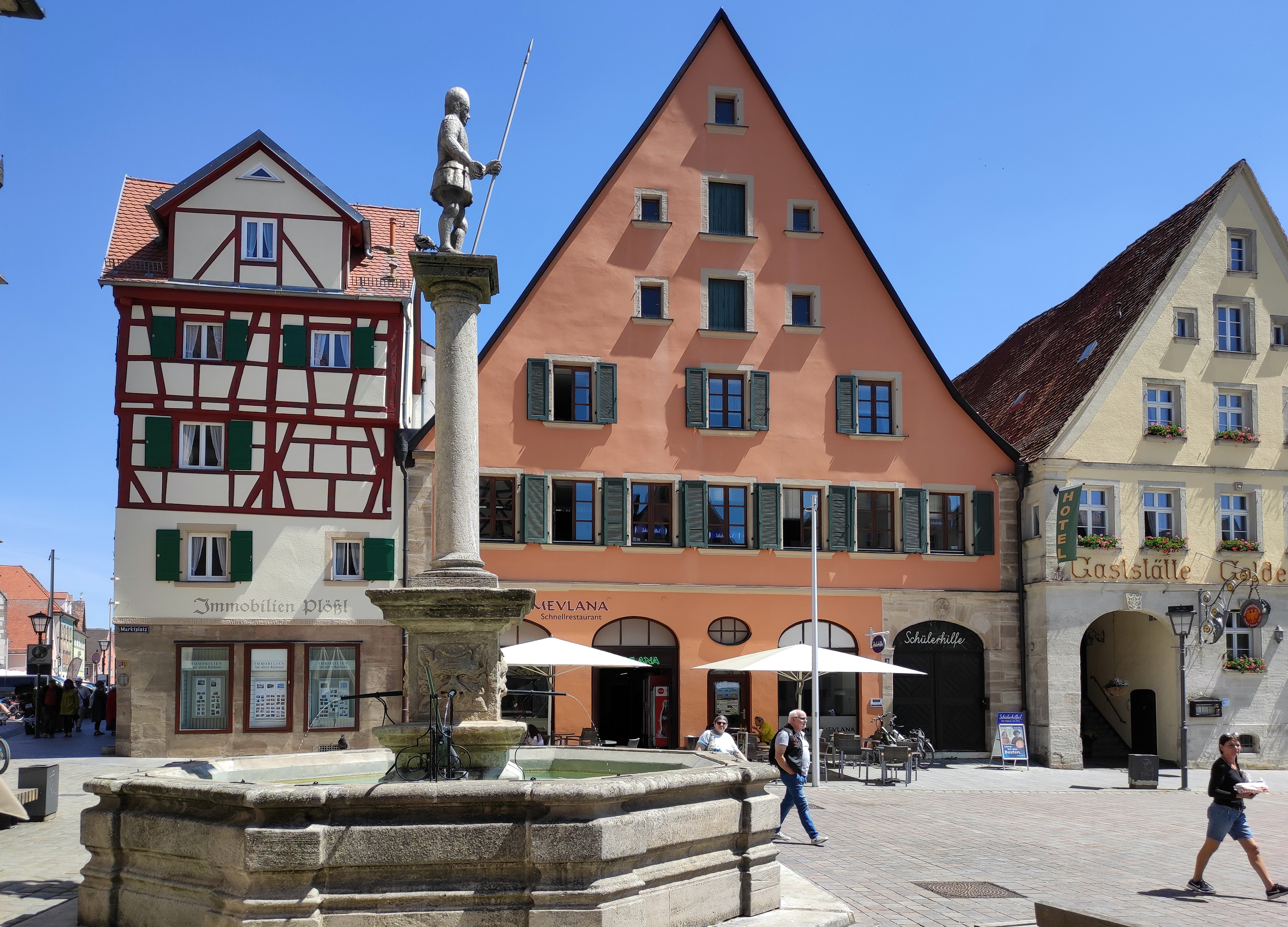
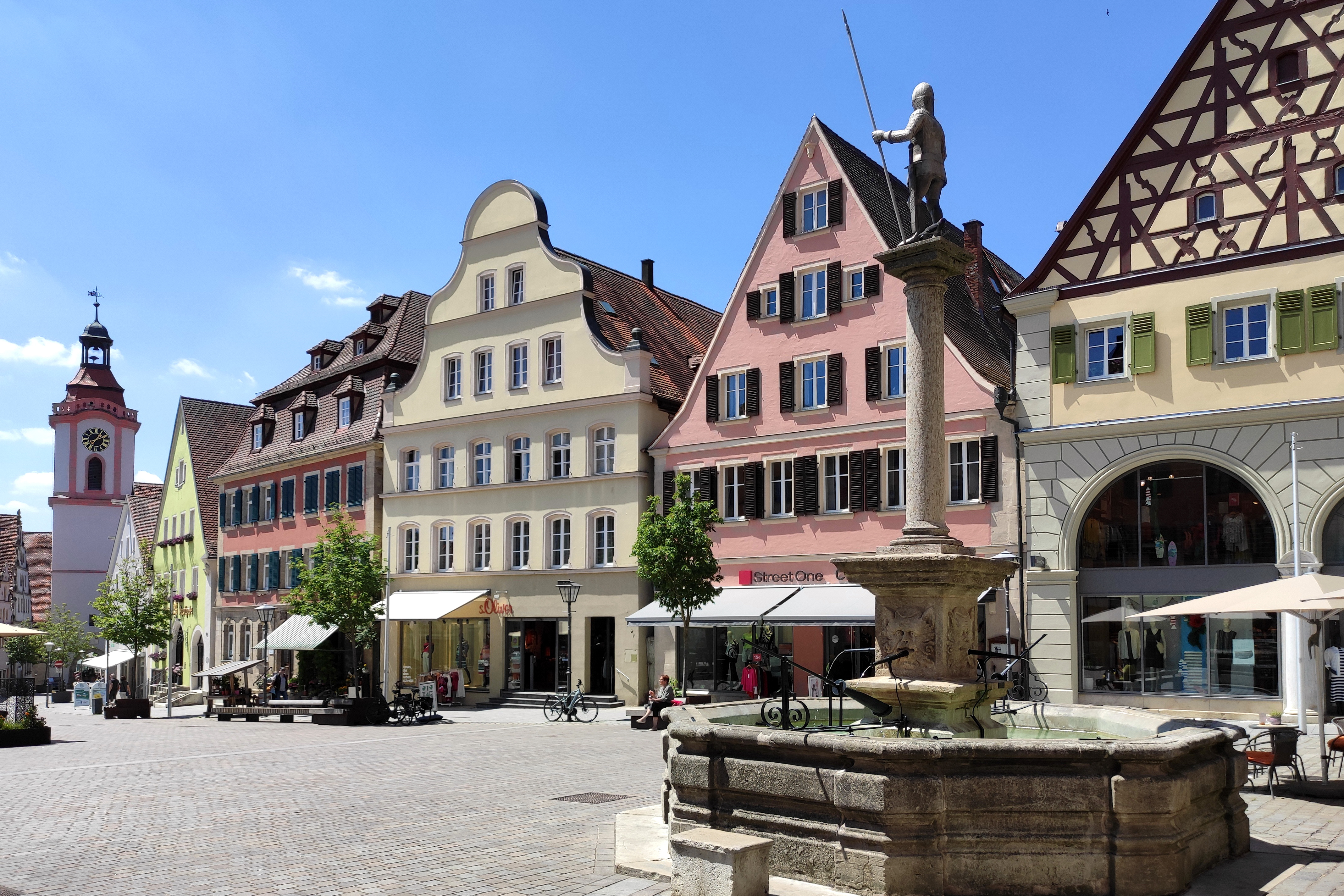